# Pasuruan (Penengahan)
Pasuruan is een bestuurslaag in het regentschap Lampung Selatan van de provincie Lampung, Indonesië. Pasuruan telt 4098 inwoners (volkstelling 2010).